# 大格特弗里茨
大格特弗里茨是奥地利下奥地利州茨韦特尔县的一个市镇。总面积40.11平方公里，总人口1476人，人口密度36.8人/平方公里（2005年）。